# Grand Prix Włoch 1928

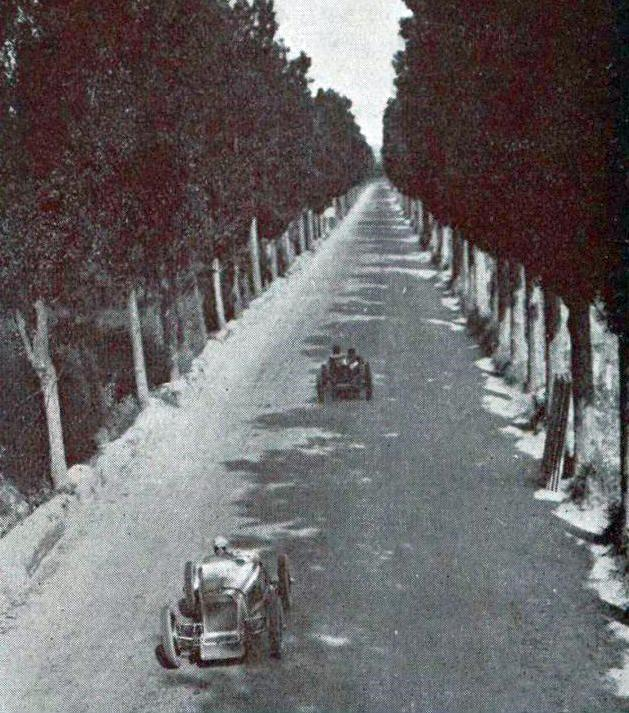
Louis Chiron i Emilio Materassi podczas Grand Prix Włoch 1928

Grand Prix Włoch 1928 (oryg. VIII Gran Premio d'Italia) oraz Grand Prix Europy 1928 (oryg. VI Grand Prix d'Europe) – jeden z wyścigów Grand Prix rozegranych w 1928 roku, a drugi spośród tzw. Grandes Épreuves.
Zgłoszono 26 samochodów, z czego wystartowało 22. Wyścig zaczął się o godzinie 10.30. Po kilkunastu okrążeniach prowadzili Varzi, Chirn, Arcangeli i Nuvolari, dalej Foresti i Materassi. Przy 17. okrążeniu zdarzył się wypadek, gdy samochód Talbot Emilio Materassiego wpadł z prędkością ok. 200 km/h w widownię, zabijając 22 osoby i raniąc 40, przy tym kierowca również zginął. Mimo to, po przerwie, komisarze zawodów zdecydowali kontynuować wyścig. Jedynie ekipa Talbota wycofała się w komplecie na znak żałoby. Podczas 26. okrążenia Baconin Borzacchini na Maserati zderzył się kołem ze stojącym na torze samochodem Bugatti Blaque Belaira i wypadł z toru, lecz bez ofiar. O 14.15 Chiron jako pierwszy ukończył wyścig, zajmując pierwsze miejsce, ze średnią prędkością 159,898 km/h.

## Lista startowa
| Nr | Kierowca                | Zespół | Samochód      | Silnik |   |
| -- | ----------------------- | ------ | ------------- | ------ | - |
| 2  | Baconin Borzacchini     |        | Maserati 26B  |        | ? |
| 6  | Aymo Maggi              |        | Maserati 26R  |        | ? |
| 8  | Gastone Brilli-Peri     |        | Talbot 700    |        | ? |
| 10 | Giulio Foresti          |        | Bugatti 35C   |        | ? |
| 12 | William Grover-Williams |        | Bugatti 35C   |        | ? |
| 18 | Emilio Materassi        |        | Talbot 700    |        | ? |
| 20 | Giulio Aymini           |        | Delage 2LCV   |        | ? |
| 22 | Guy Bouriat             |        | Bugatti 35    |        | ? |
| 24 | Edoardo Probst          |        | Bugatti 37A   |        | ? |
| 26 | Tazio Nuvolari          |        | Bugatti 35C   |        | ? |
| 28 | Pierre Blaque Belair    |        | Bugatti 35C   |        | ? |
| 30 | Cleto Nenzioni          |        | Bugatti 37A   |        | ? |
| 32 | Carlo Tonini            |        | Bugatti 35C   |        | ? |
| 36 | J-C d'Ahetze            |        | Bugatti 37A   |        | ? |
| 38 | Achille Varzi           |        | Alfa Romeo P2 |        | ? |
| 38 | Giuseppe Campari        |        | Alfa Romeo P2 |        | ? |
| 40 | Guy Drouet              |        | Bugatti 35B   |        | ? |
| 42 | Ernesto Maserati        |        | Maserati 26R  |        | ? |
| 44 | Antonio Brivio          |        | Talbot 700    |        | ? |
| 46 | Luigi Arcangeli         |        | Talbot 700    |        | ? |
| 48 | Franco Comotti          |        | Talbot 700    |        | ? |
| 50 | Louis Chiron            |        | Bugatti 37A   |        | ? |
| 52 | Mario Piccolo           |        | Maserati 26   |        | ? |
| Nr | Kierowca                | Zespół | Samochód      | Silnik |   |

## Wyniki

### Wyścig
Źródło: formula1results.co.za
| P                 | + / – | Nr | Kierowca                       | Konstruktor | Okr. | Czas / Strata      | Komentarz |
| ----------------- | ----- | -- | ------------------------------ | ----------- | ---- | ------------------ | --------- |
| 1                 | 20    | 50 | Louis Chiron                   | Bugatti     | 60   | 3:45,08,6          |           |
| 2                 | 12    | 38 | Achille Varzi Giuseppe Campari | Alfa Romeo  | 60   | +2:20,4            |           |
| 3                 | 6     | 26 | Tazio Nuvolari                 | Bugatti     | 60   | +14:37,2           |           |
| 4                 | 12    | 40 | Guy Drouet                     | Bugatti     | 60   | +14:40,0           |           |
| 5                 | 17    | 6  | Aymo Maggi                     | Maserati    | 60   | +25:09,0           |           |
| 6                 | 7     | 42 | Ernesto Maserati               | Maserati    | 55   | +5 okr             |           |
| 7                 | 3     | 22 | Guy Bouriat                    | Bugatti     | 55   | +5 okr             |           |
| 8                 | 6     | 10 | Giulio Foresti                 | Bugatti     | 54   | +6 okr             |           |
| Niesklasyfikowani |       |    |                                |             |      |                    |           |
|                   |       | 24 | Edoardo Probst                 | Bugatti     | 45   | +15 okr            |           |
|                   |       | 36 | J-C d'Ahetze                   | Bugatti     | 40   | +20 okr            |           |
|                   |       | 2  | Baconin Borzacchini            | Maserati    | 26   | Stracone koło      |           |
|                   |       | 28 | Pierre Blaque Belair           | Bugatti     | 24   | Wypadek            |           |
|                   |       | 46 | Luigi Arcangeli                | Talbot      | 19   | Wycofał się        |           |
|                   |       | 44 | Antonio Brivio                 | Talbot      | 18   | Wycofał się        |           |
|                   |       | 8  | Gastone Brilli-Peri            | Talbot      | 17   | Wycofał się        |           |
|                   |       | 18 | Emilio Materassi               | Talbot      | 17   | Tragiczny wypadek  |           |
|                   |       | 48 | Franco Comotti                 | Talbot      | 16   | Wycofał się        |           |
|                   |       | 32 | Carlo Tonini                   | Bugatti     | 15   | Awaria mechaniczna |           |
|                   |       | 20 | Giulio Aymini                  | Delage      | 14   | Awaria mechaniczna |           |
|                   |       | 12 | William Grover-Williams        | Bugatti     | 5    | Silnik             |           |
|                   |       | 30 | Cleto Nenzioni                 | Bugatti     | 2    | Awaria mechaniczna |           |
|                   |       | 52 | Mario Piccolo                  | Maserati    | 1    | Awaria mechaniczna |           |
| P                 | + / – | Nr | Kierowca                       | Konstruktor | Okr. | Czas / Strata      | Komentarz |

### Najszybsze okrążenie
Źródło: teamdan.com
| Nr | Kierowca        | Konstruktor | Czas   | Okr. |
| -- | --------------- | ----------- | ------ | ---- |
| 46 | Luigi Arcangeli | Talbot      | 3:37,4 |      |

Według innych źródeł: 3'37,2", z prędkością średnią 165,745 km/h.